# Snorkling

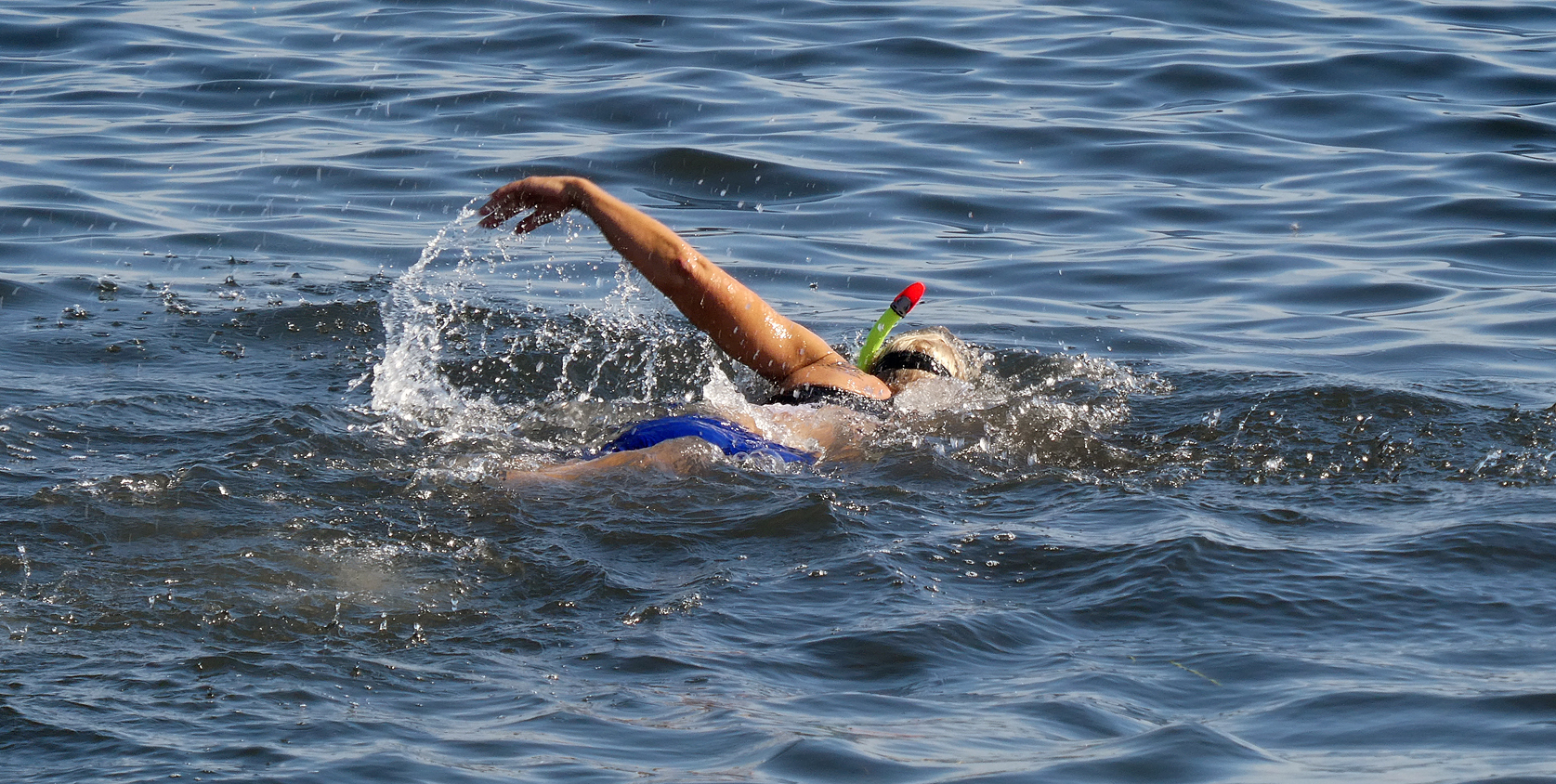
En snorklare vid Ystad Saltsjöbad.

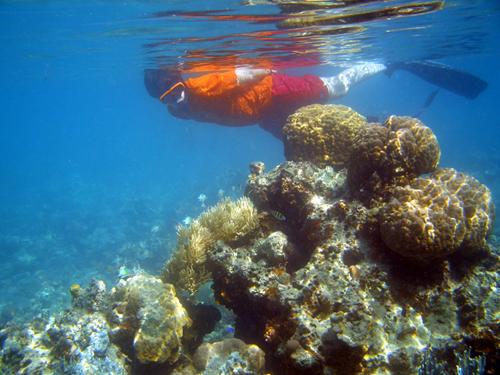
Snorklare i ett korallrev nära Fiji.

Snorkling är att simma med huvudet under vattenytan och då andas med hjälp av en snorkel. För att kunna se under vattnet använder man ett cyklop eller en dykmask. Om man snorklar där det är kallt eller om man snorklar länge kan det vara bra att ha en våtdräkt. För att enklare ta sig framåt använder man fenor på fötterna. I samma stund en snorklare bryter ytan är han mer att betrakta som en fridykare. Det finns kurser i fridykning.

## Källhänvisningar
1. ↑   snorkel i Nationalencyklopedins nätupplaga. Läst 28 januari 2015.